# Decursio
La decursio ou le decursus était, dans la Rome antique, une marche ou un défilé militaire.

## Marche militaire
Ce terme se rencontre fréquemment, chez Tite Live et d'autres écrivains, appliqué tantôt à un défilé sous les armes, tantôt aux manœuvres destinées à apprendre aux soldats à faire rapidement de grandes marches en armes et sans quitter les rangs. 
D'après Végèce, les recrues devaient s'habituer à parcourir en cinq heures d'été (environ six heures et demie), au pas ordinaire (militari gradu), la distance de vingt mille pas (29,57 km), et dans le même temps, au pas accéléré (pleno gradu, qui citatior est), vingt-quatre mille pas (35,48 km). Scipion l'Africain faisait exécuter à ses troupes, tous les quatre jours, une decursio de quatre mille pas. Auguste, puis Hadrien, voulurent que, trois fois par mois, fantassins et cavaliers fussent obligés à faire des promenades militaires (ambulatum), armés de toutes pièces, par toutes sortes de chemins et dans des terrains difficiles. Maximin le Thrace exigeait les mêmes manœuvres tous les cinq jours.

## Défilé militaire
C'était la coutume de faire défiler les troupes en armes autour de la dépouille mortelle de leurs chefs ou d'autres personnages qu'on voulait honorer, et ce défilé est aussi désigné par les mots decurrere, decursio. 
C'est une cérémonie semblable qui est figurée dans un des bas-reliefs qui décorent la base de la colonne Antonine. Des monnaies de Néron et d'Hadrien, sur lesquelles on voit des cavaliers galopant précédés ou suivis d'un soldat tenant une haste ou un vexillum, avec la légende DECURSIO, font aussi allusion à ces évolutions militaires ou à celles qui en étaient imitées dans les jeux du cirque, lorsque les chevaliers y manœuvraient conduits par le princeps juventutis. Cette dernière interprétation doit sûrement être adoptée, lorsqu'on rencontre la decursio mentionnée et figurée sur des médaillons contorniates, dont les sujets sont toujours relatifs aux représentations du théâtre et du cirque.

## Source
« Decursio », dans Charles Victor Daremberg et Edmond Saglio (dir.), Dictionnaire des Antiquités grecques et romaines, 1877-1919 [détail de l’édition] (lire en ligne) (« quelques transcriptions d'articles », sur mediterranees.net)